# Peltosaari (ö i Norra Österbotten, Oulunkaari)
Peltosaari är en ö i Finland. Den ligger i sjön Panumajärvi och i kommunen Pudasjärvi i den ekonomiska regionen  Oulunkaari  och landskapet Norra Österbotten, i den centrala delen av landet, 600 km norr om huvudstaden Helsingfors. Öns area är 1,6 hektar och dess största längd är 220 meter i sydöst-nordvästlig riktning.